# Ludwig Petry
Ludwig Petry (* 3. Juni 1908 in Darmstadt; † 25. November 1991 in Mainz) war ein deutscher Historiker.
Der Sohn eines Staatsanwalts legte 1926 die Reifeprüfung ab und studierte Geschichte, Germanistik und Kunstgeschichte an den Universitäten Freiburg im Breisgau, München und Gießen, wo er Mitglied der Landsmannschaft Darmstadtia wurde und im Jahr 1930 das Staatsexamen ablegte. Dort lernte er Hermann Aubin kennen, dem er 1930 an die Universität Breslau folgte. 1932 wurde er bei Aubin mit der Note summa cum laude mit der Arbeit über Die Popplau. Eine Breslauer Kaufmannsfamilie des 15. und 16. Jahrhunderts zum Dr. phil. promoviert und war danach dessen Assistent. 1937 erfolgte die Habilitation mit der Arbeit Breslau und seine Oberherren aus dem Haus Habsburg. Ein Beitrag zur politischen Geschichte der Stadt Breslau ebenfalls bei Aubin in Breslau. Anschließend lehrte Petry als Dozent für Schlesische Geschichte an der Universität Breslau.
Seit November 1933 war Petry Mitglied der SA, zuletzt im Rang eines Scharführers, am 9. Juni 1937 beantragte er die Aufnahme in die NSDAP und wurde rückwirkend zum 1. Mai desselben Jahres aufgenommen (Mitgliedsnummer 4.658.979). 1940 wurde er zum Militärdienst einberufen und geriet in französische Kriegsgefangenschaft, aus der er im September 1946 entlassen wurde.
Einen 1943 erhaltenen Ruf an die Universität Gießen konnte er wegen des im Sommer 1940 angetretenen Wehrdienstes und französischer Kriegsgefangenschaft nicht antreten. Dies war auch nach 1945 nicht möglich, da die Universität nur mit einer naturwissenschaftlichen und veterinärmedizinischen Fakultät sowie einer Akademie für Medizinische Forschung und Fortbildung weiterbestand. Petry lehrte stattdessen als Geschichtsdozent bei den pädagogischen Ausbildungslehrgängen für Heimkehrer in Fulda. 1950 wurde er als außerordentlicher Professor für Mittlere und Neuere Geschichte und Geschichtliche Landeskunde an die Universität Mainz berufen. Von 1954 bis zu seiner Emeritierung 1973 lehrte er dort als ordentlicher Professor. Zu seinen akademischen Schülern gehörten unter anderem Alois Gerlich, Heinz Duchhardt und Rainer Wohlfeil.
Petry forschte insbesondere zu den wirtschaftlichen und politischen Beziehungen Schlesiens im Übergang vom Mittelalter zur Neuzeit. Er setzte sie aber auch in Beziehung zu seinen landeskundlichen Forschungen in Rheinland-Pfalz. Petry gilt als Nestor der schlesischen Geschichtsforschung im westlichen Nachkriegs-Deutschland. Er wurde mit dem Bundesverdienstkreuz ausgezeichnet und war unter anderem Mitglied im J. G. Herder-Forschungsrat, dem Verein für Geschichte Schlesiens, der Historischen Kommission für Schlesien und von 1952 an der Historischen Kommission für Nassau. Von 1969 bis 1991 war er Mitherausgeber der Zeitschrift für Ostmitteleuropa-Forschung. Nach ihm ist das 1990 gegründete „Ludwig Petry-Institut“ in Mainz benannt.

## Schriften (Auswahl)
Monografien
- Die Popplau. Eine schlesische Kaufmannsfamilie des 15. und 16. Jahrhunderts (= Historische Untersuchungen. Band 15). Marcus, Breslau 1935.
- Dem Osten zugewandt. Gesammelte Aufsätze zur schlesischen und ostdeutschen Geschichte. Festgabe zum 75. Geburtstag. Thorbecke, Sigmaringen 1983, ISBN 3-7995-6140-4.
- Breslau und seine ersten Oberherren aus dem Hause Habsburg 1526–1635. Ein Beitrag zur politischen Geschichte der Stadt. Scripta-Mercaturae, St. Katharinen 2000, ISBN 3-89590-098-2.

Herausgeberschaften
- mit Hermann Aubin: Geschichte Schlesiens. Band 1: Von der Urzeit bis zum Jahre 1526. 6., unveränderte Auflage, Thorbecke, Sigmaringen 2000, ISBN 3-7995-6341-5.
- mit Josef Joachim Menzel: Geschichte Schlesiens. Band 2: Die Habsburger Zeit 1526–1740. 3., unveränderte Auflage, Thorbecke, Sigmaringen 2000, ISBN 3-7995-6342-3.
- mit Dietrich Meyer, Gustav Adolf Benrath, Ulrich Hutter-Wolandt und Horst Weigelt: Quellenbuch zur Geschichte der evangelischen Kirche in Schlesien (= Schriften des Bundesinstituts für Kultur und Geschichte der Deutschen im östlichen Europa. Band 1). Oldenbourg, München 1992, ISBN 3-486-55916-8.